# Moyenneville (Somme)
Moyenneville és un municipi francès situat al departament del Somme i a la regió dels Alts de França. L'any 2007 tenia 661 habitants.

## Demografia

### Població

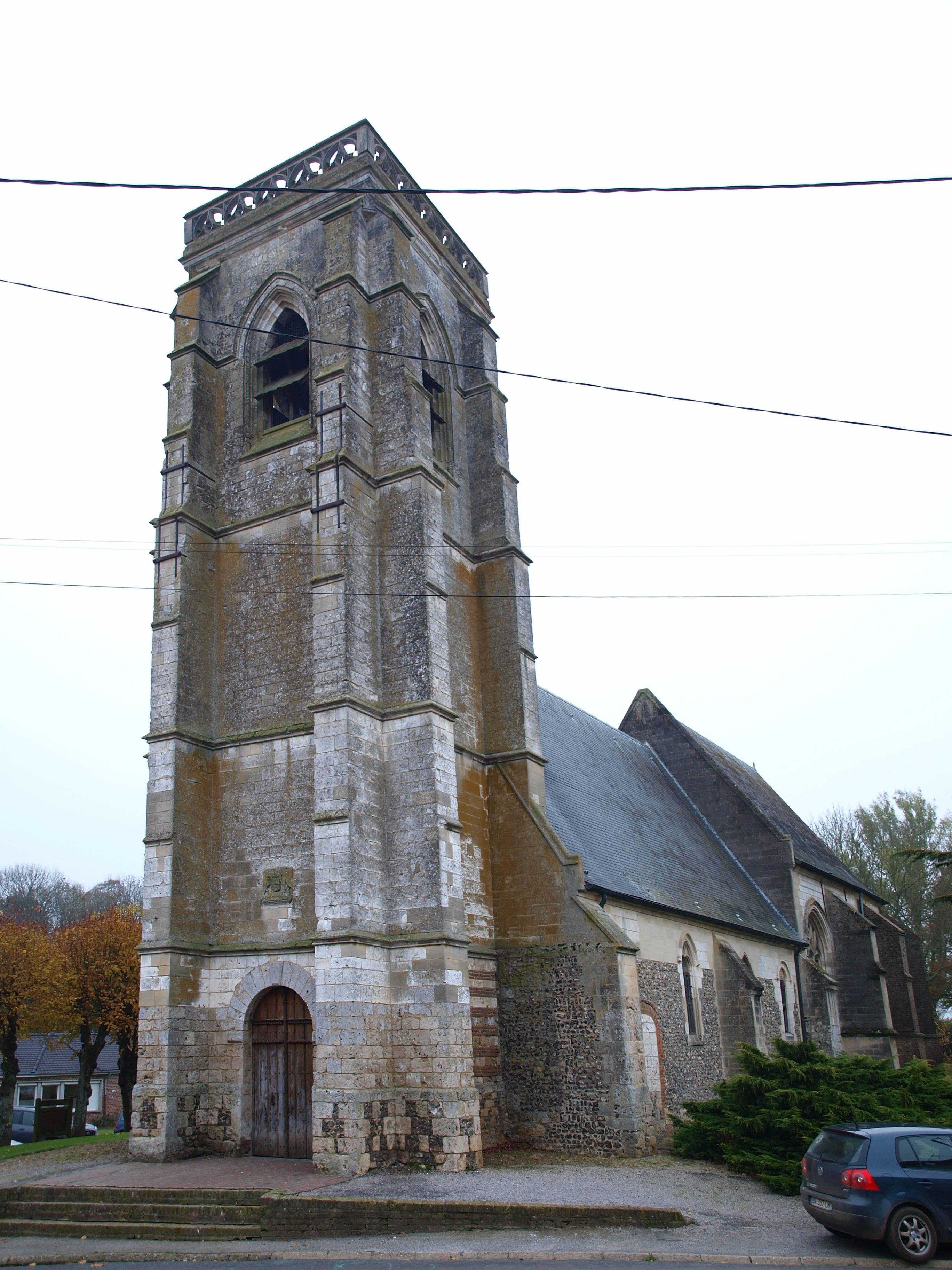

El 2007 la població de fet de Moyenneville era de 661 persones. Hi havia 248 famílies de les quals 48 eren unipersonals (32 homes vivint sols i 16 dones vivint soles), 80 parelles sense fills, 112 parelles amb fills i 8 famílies monoparentals amb fills.
La població ha evolucionat segons el següent gràfic:
Habitants censats

### Habitatges
El 2007 hi havia 258 habitatges, 251 eren l'habitatge principal de la família, 6 eren segones residències i 1 estava desocupat. Tots els 256 habitatges eren cases. Dels 251 habitatges principals, 210 estaven ocupats pels seus propietaris, 32 estaven llogats i ocupats pels llogaters i 9 estaven cedits a títol gratuït; 7 tenien dues cambres, 35 en tenien tres, 71 en tenien quatre i 138 en tenien cinc o més. 170 habitatges disposaven pel capbaix d'una plaça de pàrquing. A 97 habitatges hi havia un automòbil i a 133 n'hi havia dos o més.

### Piràmide de població

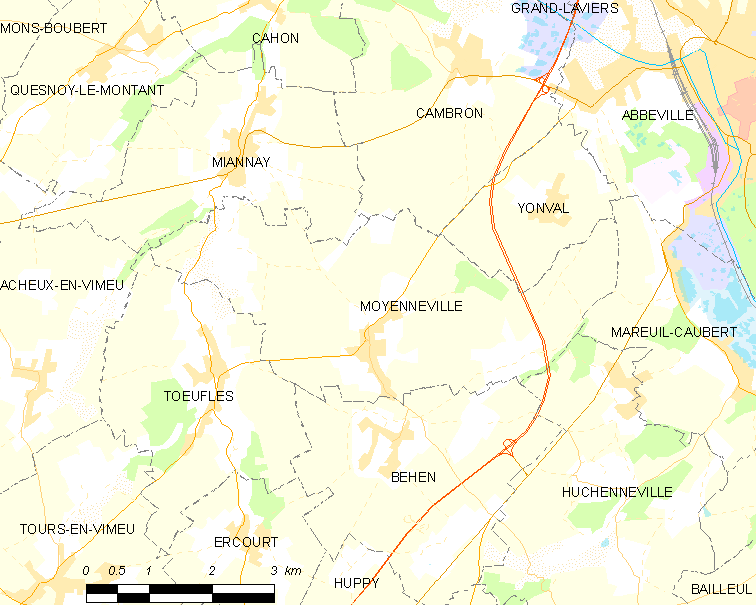

La piràmide de població per edats i sexe el 2009 era:
| Homes | Edats   | Dones |
| ----- | ------- | ----- |
| 0     | 95 o +  | 0     |
| 0     | 90 a 94 | 4     |
| 0     | 85 a 89 | 0     |
| 4     | 80 a 84 | 4     |
| 8     | 75 a 79 | 16    |
| 12    | 70 a 74 | 8     |
| 20    | 65 a 69 | 4     |
| 16    | 60 a 64 | 24    |
| 8     | 55 a 59 | 12    |
| 24    | 50 a 54 | 20    |
| 8     | 45 a 49 | 28    |
| 12    | 40 a 44 | 12    |
| 24    | 35 a 39 | 32    |
| 28    | 30 a 34 | 36    |
| 28    | 25 a 29 | 20    |
| 24    | 20 a 24 | 8     |
| 8     | 15 a 19 | 12    |
| 16    | 10 a 14 | 28    |
| 32    | 5 a 9   | 16    |
| 28    | 0 a 4   | 24    |

## Economia

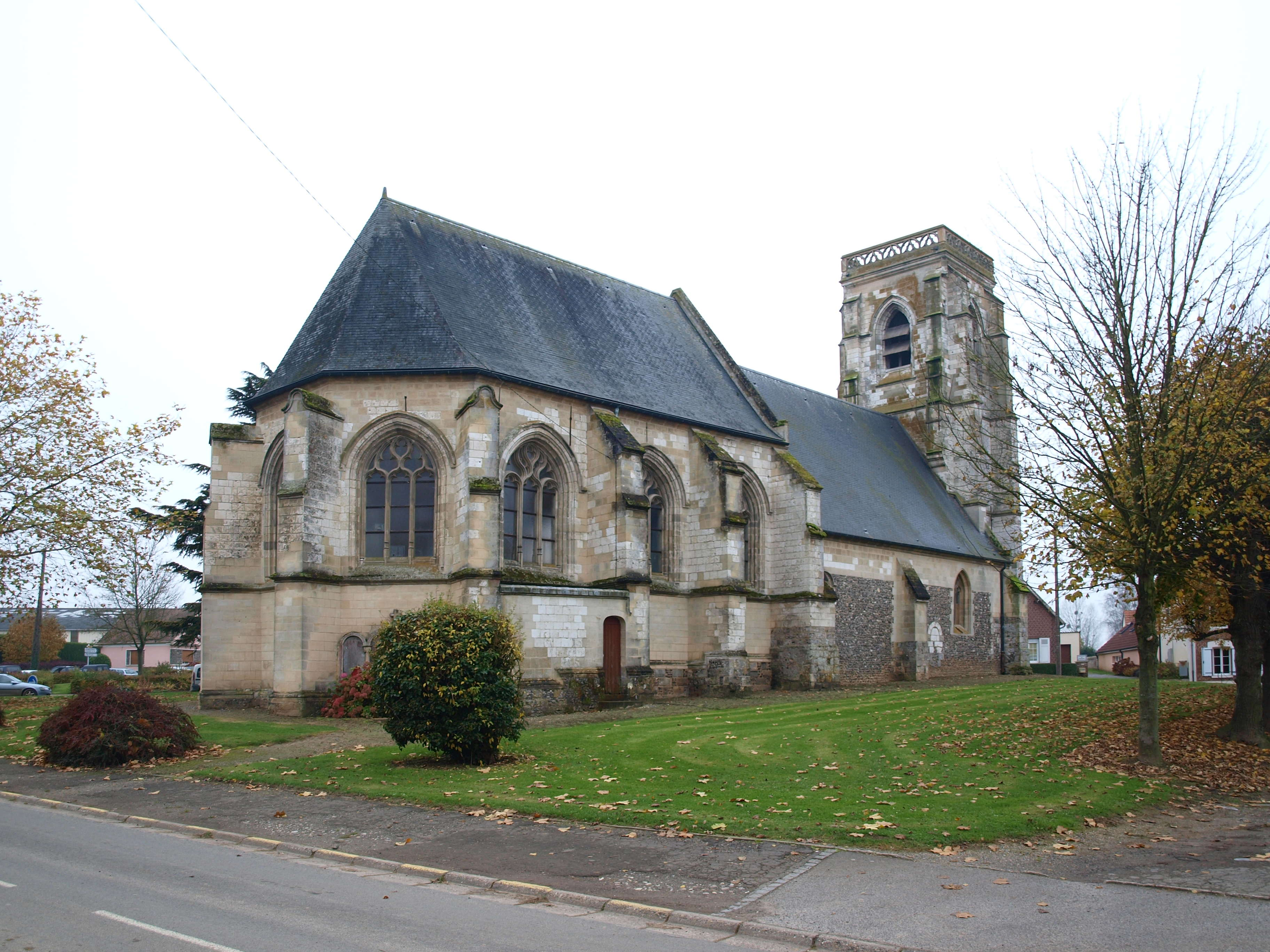

El 2007 la població en edat de treballar era de 450 persones, 333 eren actives i 117 eren inactives. De les 333 persones actives 313 estaven ocupades (168 homes i 145 dones) i 20 estaven aturades (9 homes i 11 dones). De les 117 persones inactives 46 estaven jubilades, 44 estaven estudiant i 27 estaven classificades com a «altres inactius».

### Ingressos

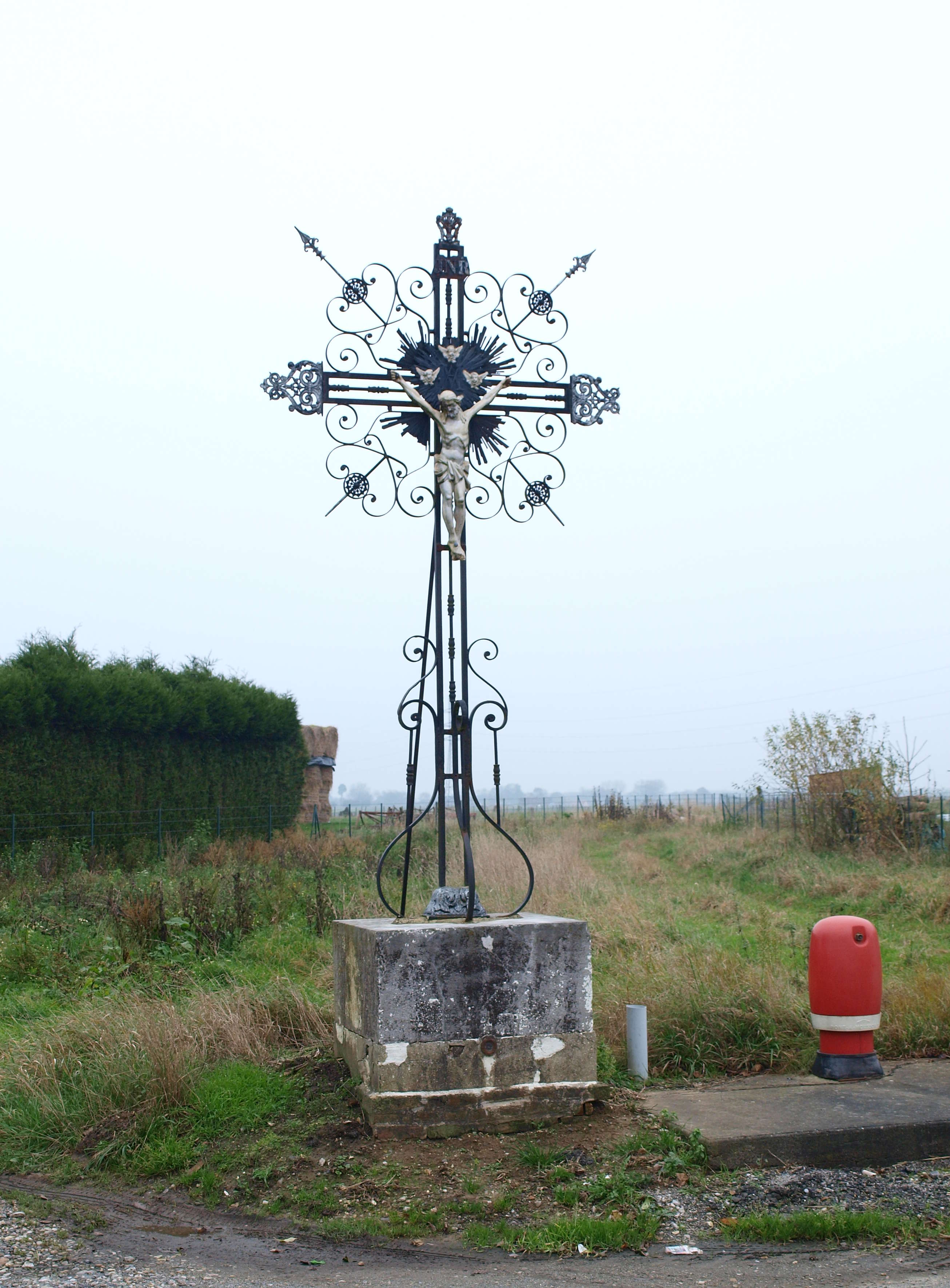

El 2009 a Moyenneville hi havia 247 unitats fiscals que integraven 651,5 persones, la mediana anual d'ingressos fiscals per persona era de 17.715 €.

### Activitats econòmiques
Dels 14 establiments que hi havia el 2007, 1 era d'una empresa extractiva, 1 d'una empresa de fabricació d'altres productes industrials, 1 d'una empresa de construcció, 3 d'empreses de comerç i reparació d'automòbils, 1 d'una empresa de transport, 3 d'empreses d'hostatgeria i restauració, 1 d'una empresa financera, 1 d'una empresa de serveis i 2 d'entitats de l'administració pública.
Dels 3 establiments de servei als particulars que hi havia el 2009, 1 era una oficina de correu, 1 taller de reparació d'automòbils i de material agrícola i 1 fusteria.
L'any 2000 a Moyenneville hi havia 27 explotacions agrícoles que ocupaven un total de 1.422 hectàrees.

## Equipaments sanitaris i escolars

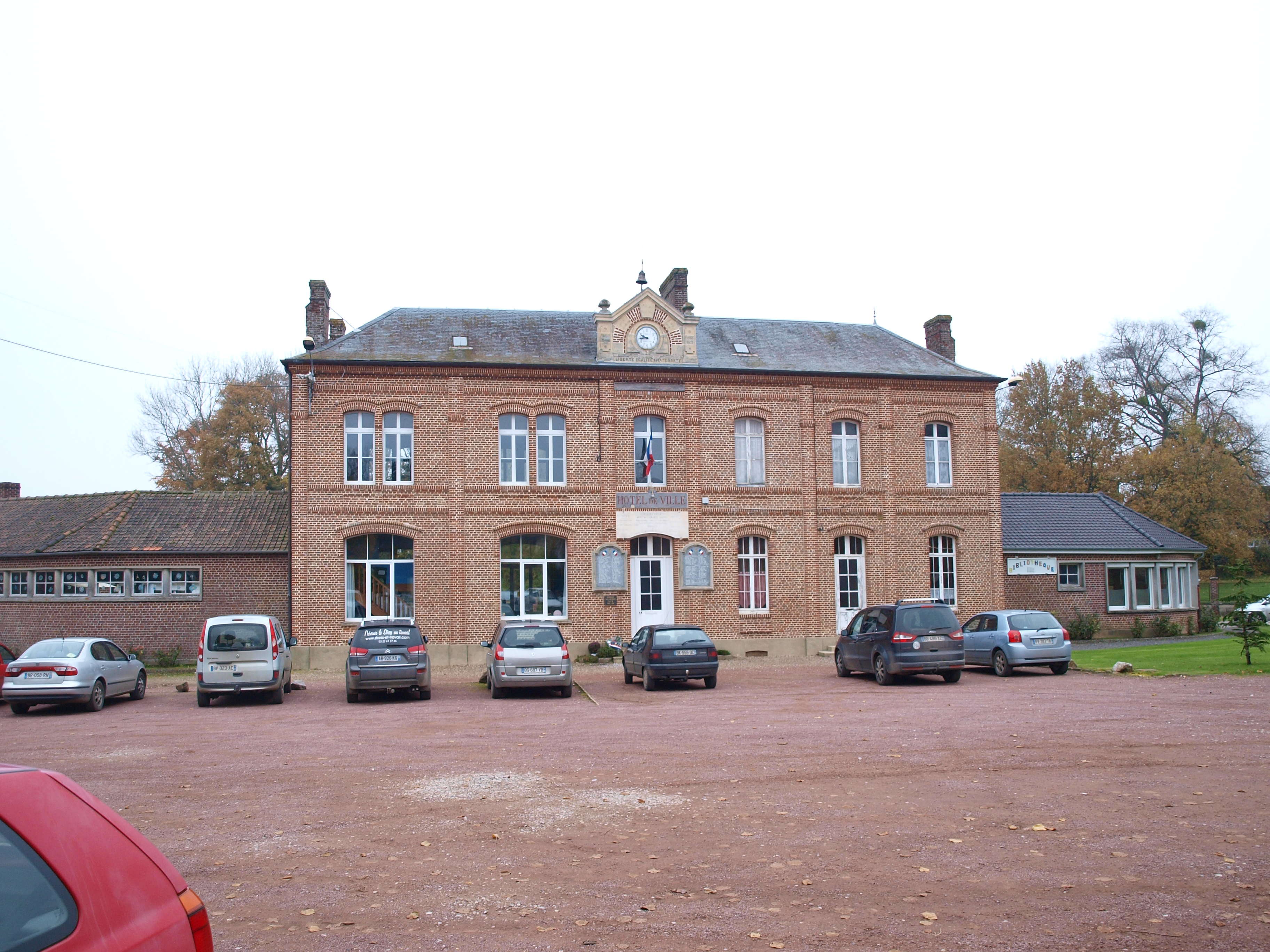

El 2009 hi havia una escola elemental integrada dins d'un grup escolar amb les comunes properes formant una escola dispersa.

## Poblacions més properes

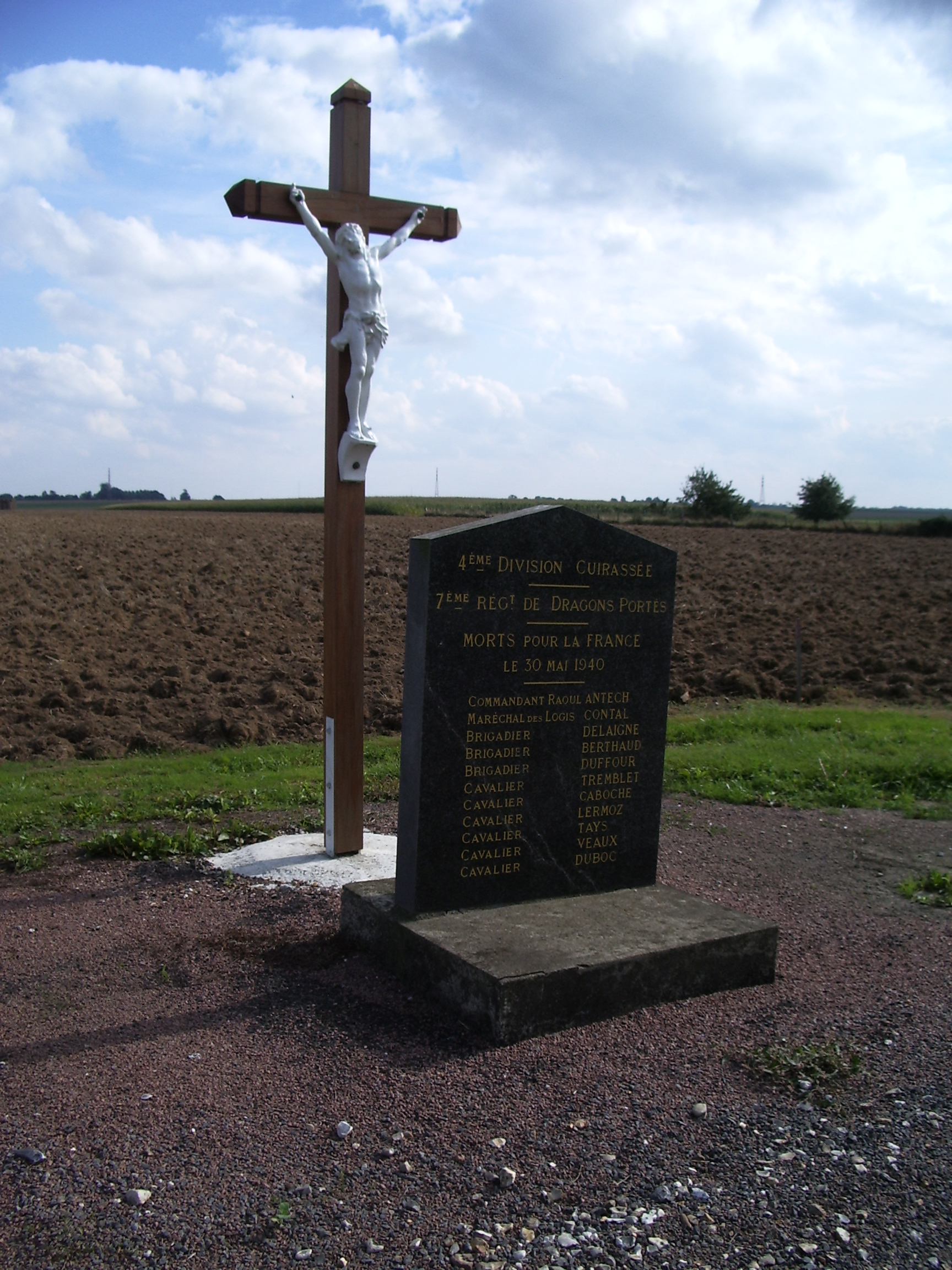

El següent diagrama mostra les poblacions més properes.